# Martin Gründling
Martin Gründling (* 13. února 1987 Skalica) je slovenský hokejista.

## Kluby podle sezon
- 2003–2004 HK 36 Skalica
- 2004–2005 HK 36 Skalica
- 2005–2006 Moose Jaw Warriors
- 2006–2007 Moose Jaw Warriors
- 2007–2008 HK 36 Skalica
- 2008–2009 HK 36 Skalica
- 2009–2010 HK 36 Skalica
- 2010–2011 HK 36 Skalica
- 2011–2012 HC Energie Karlovy Vary
- 2012–2013 HC Energie Karlovy Vary
- 2013–2014 ???
- 2014–2015 ???
- 2015–2016 ???
- 2016–2017 HC 05 Banská Bystrica